# Schweizer Meisterschaften im Skilanglauf 2010
Die Schweizer Meisterschaften im Skilanglauf 2010 fanden in Marbach statt. Vom 14. bis 17. Januar 2010 wurden  die Einzelrennen, Doppelverfolgungsrennen und Staffelrennen ausgetragen. Sprint und Massenstartrennen fanden am 27. und 28. März 2010 statt. Ausrichter war der SC Marbach.

## Ergebnisse Herren

### Sprint Freistil
| Platz | Name                | Verein             |
| ----- | ------------------- | ------------------ |
| 1     | Dario Cologna       | Val Müstair        |
| 2     | Curdin Perl         | Bernina Pontresina |
| 3     | Gaudenz Flury       | SAS Bern           |
| 4     | Dominik Volken      | Obergoms-Grimsel   |
| 5     | Philipp Furrer      | Gotthard-Andermatt |
| 6     | Peter von Allmen    | Bex                |
| 7     | Christoph Eigenmann | Gardes-Frontière   |
| 8     | Valerio Leccardi    | Gardes-Frontière   |

Datum: 27. März

Es waren 23 Läufer am Start. Das Rennen der U20 mit 20 Teilnehmern gewann Ueli Schnider.

### 15 km klassisch Einzel
| Platz | Name                   | Verein             | Zeit        |
| ----- | ---------------------- | ------------------ | ----------- |
| 1     | Toni Livers            | Gardes-Frontière   | 39:28,3 min |
| 2     | Marco Mühlematter      | SC-Oberhasli       | 40:38,1 min |
| 3     | Andrea Florinett       | SAS Bern           | 41:35,8 min |
| 4     | Felix Dieter           | Bernina-Pontresina | 42:02,2 min |
| 5     | Roger Gerber           | Am Bachtel         | 42:06,8 min |
| 6     | Dominik Volken         | Obergoms-Grimsel   | 42:58,0 min |
| 7     | Asger Fischer Mölgaard | Dänemark           | 42:59,0 min |
| 8     | Sebastian Sörensen     | Dänemark           | 43:11,6 min |
| 9     | Pascal Jaun            | Lengnau            | 43:11,8 min |
| 10    | Noe Tüfer              | Davos              | 43:14,1 min |

Datum: 14. Januar

Es waren 25 Läufer am Start. Das Rennen der U20 gewann Roman Furger.

### 20 km Doppelverfolgung
| Platz | Name              | Verein                  | Zeit        |
| ----- | ----------------- | ----------------------- | ----------- |
| 1     | Toni Livers       | Gardes-Frontière        | 52:47,9 min |
| 2     | Marco Mühlematter | SC-Oberhasli            | 54:39,1 min |
| 3     | Andrea Florinett  | SAS Bern                | 55:45,0 min |
| 4     | Felix Dieter      | Bernina-Pontresina      | 55:57,7 min |
| 5     | Dominik Volken    | Obergoms-Grimsel        | 57:38,0 min |
| 6     | Charles Pralong   | Val Ferret              | 57:38,5 min |
| 7     | Bruno Joller      | Bannalp-Wolfenschiessen | 58:33,0 min |
| 8     | Pascal Jaun       | Lengnau                 | 58:43,9 min |
| 9     | Jewgeni Bogdanow  | Russland                | 58:58,0 min |
| 10    | Gaudenz Flury     | SAS Bern                | 1:00:36,7 h |

Datum: 16. Januar

Es waren 17 Läufer am Start. Das Rennen der U20 gewann Roman Furger.

### 50 km Freistil Massenstart
| Platz | Name               | Verein                  | Zeit        |
| ----- | ------------------ | ----------------------- | ----------- |
| 1     | Dario Cologna      | Val Müstair             | 2:02:14,1 h |
| 2     | Remo Fischer       | Arve Mols               | 2:02:14,6 h |
| 3     | Curdin Perl        | Bernina Pontresina      | 2:02:15,2 h |
| 4     | Toni Livers        | Gardes-Frontière        | 2:02:15,7 h |
| 5     | Christian Stebler  | Bannalp-Wolfenschiessen | 2:06:03,3 h |
| 6     | Andrea Florinett   | SAS Bern                | 2:08:59,1 h |
| 7     | Marco Mühlematter  | SC-Oberhasli            | 2:09:52,9 h |
| 8     | Bruno Joller       | Bannalp-Wolfenschiessen | 2:10:20,1 h |
| 9     | Christian Spörry   | Am Bachtel              | 2:10:22,3 h |
| 10    | Reto Burgermeister | Davos                   | 2:12:17,3 h |

Datum: 28. März

Es waren 44 Läufer am Start. Das Rennen der U20 über 30 km gewann Roman Furger.

### Staffel
| Platz | Team                                                              | Zeit        |
| ----- | ----------------------------------------------------------------- | ----------- |
| 1     | Bannalp-WolfenschiessenBruno Joller Ivan Joller Christian Stebler | 1:25:44,6 h |
| 2     | SAS BernAndrea Florinett Gaudenz Flury Mauro Gruber               | 1:28:21,9 h |
| 3     | Am BachtelRoger Gerber Thomas Suter Hano Vontobel                 | 1:29:28,8 h |
| 4     | SC FlühliUeli Schnider Christoph Schnider David Schnider          | 1:30:38,8 h |
| 5     | SAS BernJewgeni Bogdanow Adriano Iseppi Thomas Nyikos             | 1:30:39,4 h |
| 6     | SC DavosNoe Tüfer Joel Heer Piet Heer                             | 1:34:25,9 h |
| 7     | SAS BernFabian Birbaum Tobias Lutz Jonas Bürgler                  | 1:38:38,4 h |
| 8     | SC Flüss SempacherseeMarkus Zürcher Daniel Renggli Samuel Renggli | 1:39:07,3 h |

Datum: 17. Januar

Es waren 11 Staffeln am Start.

## Ergebnisse Frauen

### Sprint Freistil
| Platz | Name                   | Verein                  |
| ----- | ---------------------- | ----------------------- |
| 1     | Silvana Bucher         | Entlebuch               |
| 2     | Doris Trachsel         | Plasselb                |
| 3     | Laurien van der Graaff | TG Hütten               |
| 4     | Carmen Emmenegger      | Flühli                  |
| 5     | Ursina Badilati        | Sportiva Palü Poschiavo |
| 6     | Lena Pichard           | Les Diablerets          |
| 7     | Seraina Boner          | Klosters                |
| 8     | Tatjana Stiffler       | Davos                   |

Datum: 27. März

Es waren 12 Läuferinnen am Start. Das Rennen der U20 mit 11 Teilnehmern gewann Stefanie Sprecher.

### 10 km klassisch Einzel
| Platz | Name                      | Verein                 | Zeit         |
| ----- | ------------------------- | ---------------------- | ------------ |
| 1     | Silvana Bucher            | Entlebuch              | 31:13,0 min. |
| 2     | Lucy Pichard              | Les Diablerets         | 31:54,5 min. |
| 3     | Aimee Watson              | Australien             | 31:59,7 min. |
| 4     | Carmen Emmenegger         | Flühli                 | 32:06,3 min. |
| 5     | Katherine Calder          | Neuseeland             | 32:09,8 min. |
| 6     | Natascia Leonardi Cortesi | SC Bedretto            | 32:21,7 min. |
| 7     | Rahel Imoberdorf          | SAS Bern               | 32:32,1 min  |
| 8     | Lena Pichard              | Les Diablerets         | 32:47,9 min  |
| 9     | Annika Strupler           | SAS Bern               | 32:57,0 min  |
| 10    | Rosamund Musgrave         | Vereinigtes Königreich | 34:07,9 min  |

Datum: 14. Januar

Es waren 15 Läuferinnen am Start. Siegerin bei der U20 über 5 km wurde Patricia Sprecher. Ausländische Teilnehmer erhielten keine Medaillen.

### 10 km Doppelverfolgung
| Platz | Name                      | Verein         | Zeit         |
| ----- | ------------------------- | -------------- | ------------ |
| 1     | Silvana Bucher            | Entlebuch      | 31:14,2 min. |
| 2     | Lena Pichard              | Les Diablerets | 32:54,0 min. |
| 3     | Natascia Leonardi Cortesi | SC Bedretto    | 33:07,7 min. |
| 4     | Katherine Calder          | Neuseeland     | 33:09,4 min. |
| 5     | Lucy Pichard              | Les Diablerets | 33:11,0 min. |
| 6     | Rahel Imoberdorf          | SAS Bern       | 33:11,7 min. |
| 7     | Annika Strupler           | SAS Bern       | 33:13,0 min  |
| 8     | Aimee Watson              | Australien     | 33:13,6 min  |
| 9     | Carmen Emmenegger         | Flühli         | 33:17,3 min  |
| 10    | Stefanie Sprecher         | Vättis         | 33:28,7 min  |

Datum: 16. Januar

Es waren 43 Läuferinnen am Start. Siegerin bei der U20 wurde Stefanie Sprecher.

### 30 km Freistil Massenstart
| Platz | Name                      | Verein                  | Zeit        |
| ----- | ------------------------- | ----------------------- | ----------- |
| 1     | Natascia Leonardi Cortesi | SC Bedretto             | 1:21:09,6 h |
| 2     | Silvana Bucher            | Entlebuch               | 1:22:36,0 h |
| 3     | Doris Trachsel            | Plasselb                | 1:23:37,9 h |
| 4     | Ursina Badilati           | Sportiva Palü Poschiavo | 1:24:07,4 h |
| 5     | Seraina Boner             | Klosters                | 1:24:33,7 h |
| 6     | Marianne Volken           | Obergoms-Grimsel        | 1:25:54,3 h |
| 7     | Carmen Emmenegger         | Flühli                  | 1:26:19,2 h |
| 8     | Laurien van der Graaff    | TG Hütten               | 1:26:50,8 h |
| 9     | Rahel Imoberdorf          | SAS Bern                | 1:29:01,4 h |
| 10    | Annika Strupler           | SAS Bern                | 1:32:01,4 h |

Datum: 28. März

Es waren 14 Läuferinnen am Start. Siegerin bei der U20 wurde Christa Jäger.

### Staffel
| Platz | Team                                                            | Zeit        |
| ----- | --------------------------------------------------------------- | ----------- |
| 1     | SC VättisPatricia Sprecher Stefanie Sprecher Christa Jäger      | 49:43,9 min |
| 2     | Les DiableretsLena Pichard Marlyse Breu Lucy Pichard            | 50:46,2 min |
| 3     | SAS BernRahel Imoberdorf Annina Strupler Simone Bürgler         | 51:40,8 min |
| 4     | SC ObergomsChantal Carlen Flurina Volken Marianne Volken        | 52:10,1 min |
| 5     | SC MarbachChristine Lötscher Silvia Bäck-Egli Käthy Aeschlimann | 52:21,4 min |
| 6     | SC FlühliCarmen Emmenegger Ursula Felder Jennifer Schöpfer      | 52:28,5 min |
| 7     | SC DrusbergFranziska Trütsch Martina Trütsch Michele Holdener   | 53:37,5 min |
| 8     | SC Piz Ot SamedanLucija Stanisic Flurina Heim Jennifer Egger    | 53:46,2 min |

Datum: 17. Januar

Es waren 14 Staffeln am Start.